# Wir in Leipzig
Wir in Leipzig war eine Tageszeitung in Leipzig von 1990 bis 1991.

## Geschichte
Am 26. Januar 1990 erschien eine Probenummer von Wir in Leipzig, von der 180.000 Exemplare kostenlos verteilt wurden. Seit Anfang Februar wurde die Zeitung wöchentlich verkauft. Chefredakteur und Herausgeber war Mathias Finck (* 1959), der in Emsdetten in Nordrhein-Westfalen einige Anzeigenblätter (Wir in Detten) erfolgreich gegründet hatte. Die Redaktion bestand überwiegend aus ostdeutschen Journalisten und Laien, die eine ehrliche und engagierte Zeitung für Leipzig gestalten wollten. Der Druck und die Herstellung erfolgten in Emsdetten. Wir in Leipzig war die erste und mit der Leipziger Anderen Zeitung die einzige neugegründete einheimische regelmäßig erscheinende Zeitung in der Stadt. Sie stand in Konkurrenz zur Leipziger Volkszeitung  (ehemals SED), zu drei ehemaligen Blockpartei-Zeitungen und neuen westliche Zeitungen wie Bild und Morgenpost.
Wir in Leipzig war in Form einer Boulevardzeitung gestaltet, wollte aber auch seriöse Inhalte vermitteln. Sie kostete anfangs 2,50 DDR-Mark pro Wochenausgabe. Seit dem 17. April 1990 erschien sie täglich außer sonntags.
Seit dem 3. Oktober gab es ein unspektakuläreres neues Erscheinungsbild mit einem grünen Zeitungskopf.
Seit Oktober wurden Regionalausgaben in insgesamt sechs weiteren Städten wie Wurzen und Crimmitschau herausgegeben, von denen einige bald danach wieder eingestellt werden mussten.
Im Sommer 1991 wurden finanzielle Probleme deutlich sichtbar, die Auflagezahlen gingen weiter zurück, auch die Einnahmen durch Anzeigen sanken.
Am 14. Oktober 1991 erschien die letzte Ausgabe von Wir in Leipzig. Die Zeitung hatte zu dieser Zeit Schulden in Höhe von etwa 5 Millionen DM angehäuft. Der Verleger Mathias Finck setzte sich in die Schweiz ab.